# Jabal al-Nur

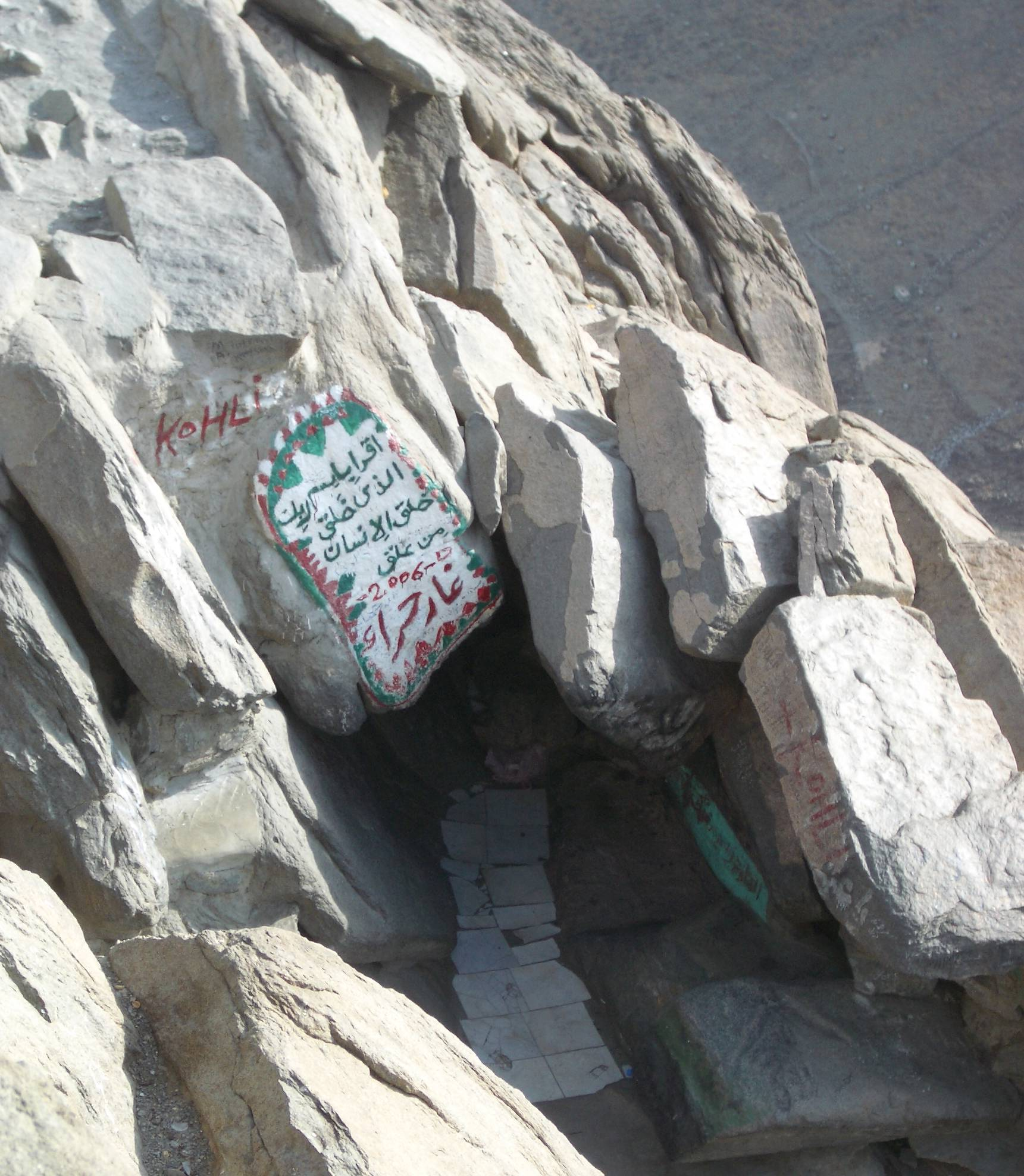
L'entrata della caverna.

Il Jabal al-Nūr (anche Jabal Nūr), (in arabo جبل النور‎?), che significa "Montagna di Luce", è una collina alta 642 metri circa, poco a NE della Città Santa di Mecca (Arabia Saudita).

## Descrizione
Originariamente chiamata Monte Ḥirāʾ, ospita la celeberrima caverna (in arabo غار حراء‎?, Ghār Ḥirāʾ) in cui il profeta musulmano Maometto ricevette nel 610 dall'angelo Gabriele la prima rivelazione, costituita dagli iniziali 5 versetti della sura XCVI.

È questo il motivo per il suo successivo nome, dal momento che con esso si vuole ricordare la "luce divina" (nūr rabbanī) che illuminò il Profeta per il resto della sua vita.